# Singstare
Die Singstare, auch als Aplonis-Stare bezeichnet, sind eine Vogelgattung aus der Familie der Stare. Ihre Verbreitung erstreckt sich von Südostasien, über Indonesien, die Philippinen, die Australis bis nach Französisch-Polynesien. Die Größe reicht von 18 Zentimetern beim Sundastar (Aplonis minor) bis 26 Zentimeter beim Samoa-Star (Aplonis atrifusca). Das Gefieder der erwachsenen Vögel ist ziemlich einheitlich gefärbt, wobei die Färbung von schwarz, braun, dunkelgrün bis dunkelgrau variieren kann. Gelegentlich haben die Federn einen metallischen Glanz. Der Augenring ist häufig auffällig gefärbt. Die juvenilen Vögel von einigen Arten haben dunkelgestrichelte helle Unterseiten.

## Gefährdung
Mehrere Singstar-Arten, darunter der Rostbürzelstar und der Rarotonga-Star, sind auf Inseln in Ozeanien beschränkt. Ihr Bestand ist durch Überjagung, durch Lebensraumverlust sowie durch die Nachstellung durch Ratten stark zurückgegangen. Der Kosrae-Singstar (Aplonis corvina), der Schlichtstar (Aplonis mavornata) und der Lord-Howe-Star (Aplonis fusca hulliana) sind binnen kurzer Zeit durch Ratten ausgerottet worden. Der Norfolk-Star (Aplonis fusca) starb 1923 vermutlich durch Überjagung und Lebensraumzerstörung aus. Der Pelzelnstar (Aplonis pelzelni) wurde 1995 zuletzt gesichtet und ist vermutlich ebenfalls ausgestorben. Der Huahine-Star (Aplonis diluvialis) und eine bisher unbeschriebene Art von der melanesischen Insel Erromango sind nur durch subfossile Knochenfunde bekannt.

## Systematik

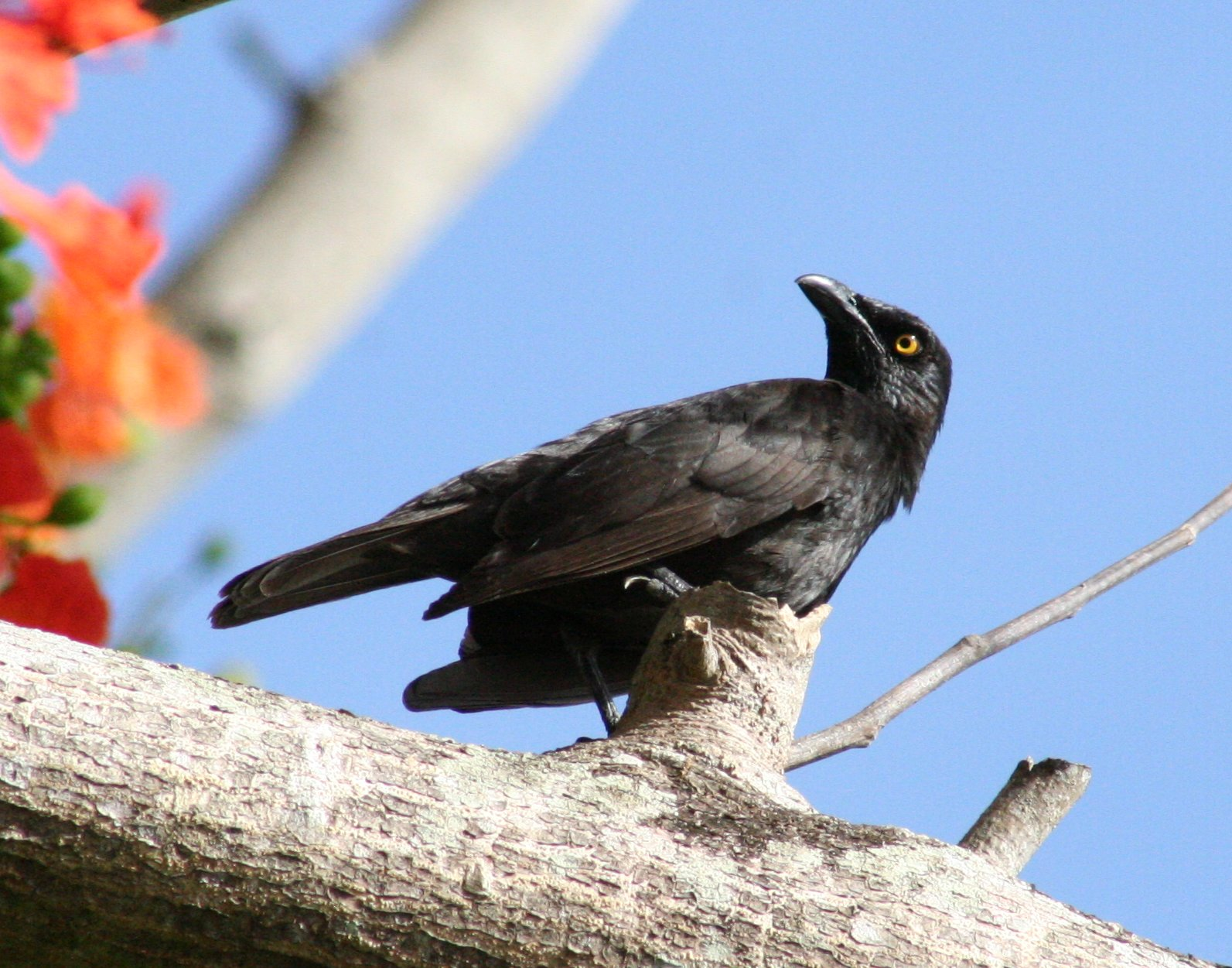
Karolinenstar (Aplonis opaca)

Gegenwärtig werden 21 rezente Arten unterschieden:
- Weberstar (Aplonis metallica)
- Mimikastar (Aplonis mystacea)
- Siedelstar (Aplonis cantoroides)
- Tanimbar-Star (Aplonis crassa)
- Atollstar (Aplonis feadensis)
- Rennell-Star (Aplonis insularis)
- Geelvinkstar (Aplonis magna)
- Weißaugenstar (Aplonis brunneicapillus)
- Karolinen-Star (Aplonis opaca)
- Dickschnabelstar (Aplonis striata)
- Kragenstar (Aplonis grandis)
- Malaienstar (Aplonis panayensis)
- Molukkenstar (Aplonis mysolensis)
- Pelzelnstar (Aplonis pelzelni) (extrem selten oder bereits ausgestorben)
- Sundastar (Aplonis minor)
- Südseestar (Aplonis tabuensis)
- Rostbürzelstar (Aplonis santovestris)
- San-Cristobal-Star (Aplonis dichroa)
- Samoa-Star (Aplonis atrifusca)
- Rarotonga-Star (Aplonis cinerascens)
- Rostflügelstar (Aplonis zelandica)

Als ausgestorben gelten:
- Kosrae-Singstar (Aplonis corvina) (erste Hälfte des 19. Jahrhunderts)
- Norfolk-Star (Aplonis fusca) (ca. 1923)
  - Lord-Howe-Star (Aplonis fusca hulliana) (ca. 1919)
- Schlichtstar (Aplonis mavornata) (erste Hälfte des 19. Jahrhunderts)
- Huahine-Star (Aplonis diluvialis), nur durch einen subfossilen Knochen bekannt.
- Aplonis sp. (unbeschriebene Art von der Insel Erromango, nur durch subfossile Knochen bekannt)
- Raiateastar (Aplonis ulietensis), rätselhafte Vogelart von der Insel Raitea in den Gesellschaftsinseln, nur durch eine Zeichnung von Georg Forster aus dem Jahre 1774 bekannt. Traditionell als Vertreter der Drosseln (Turdus ulietensis) betrachtet. Nach Ansicht von Paläornithologen wie David William Steadman gehört das Taxon wahrscheinlich in die Gattung Aplonis, zumal heute auf den Gesellschaftsinseln keine Vertreter der Drosseln vorkommen.